# Strandgut

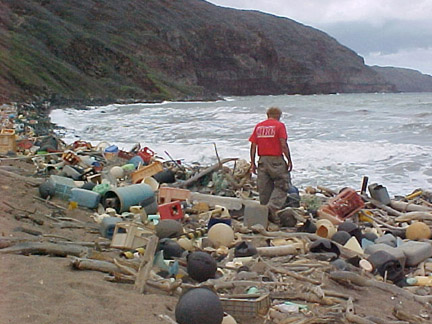
Strandgut am Strand von Hawaii

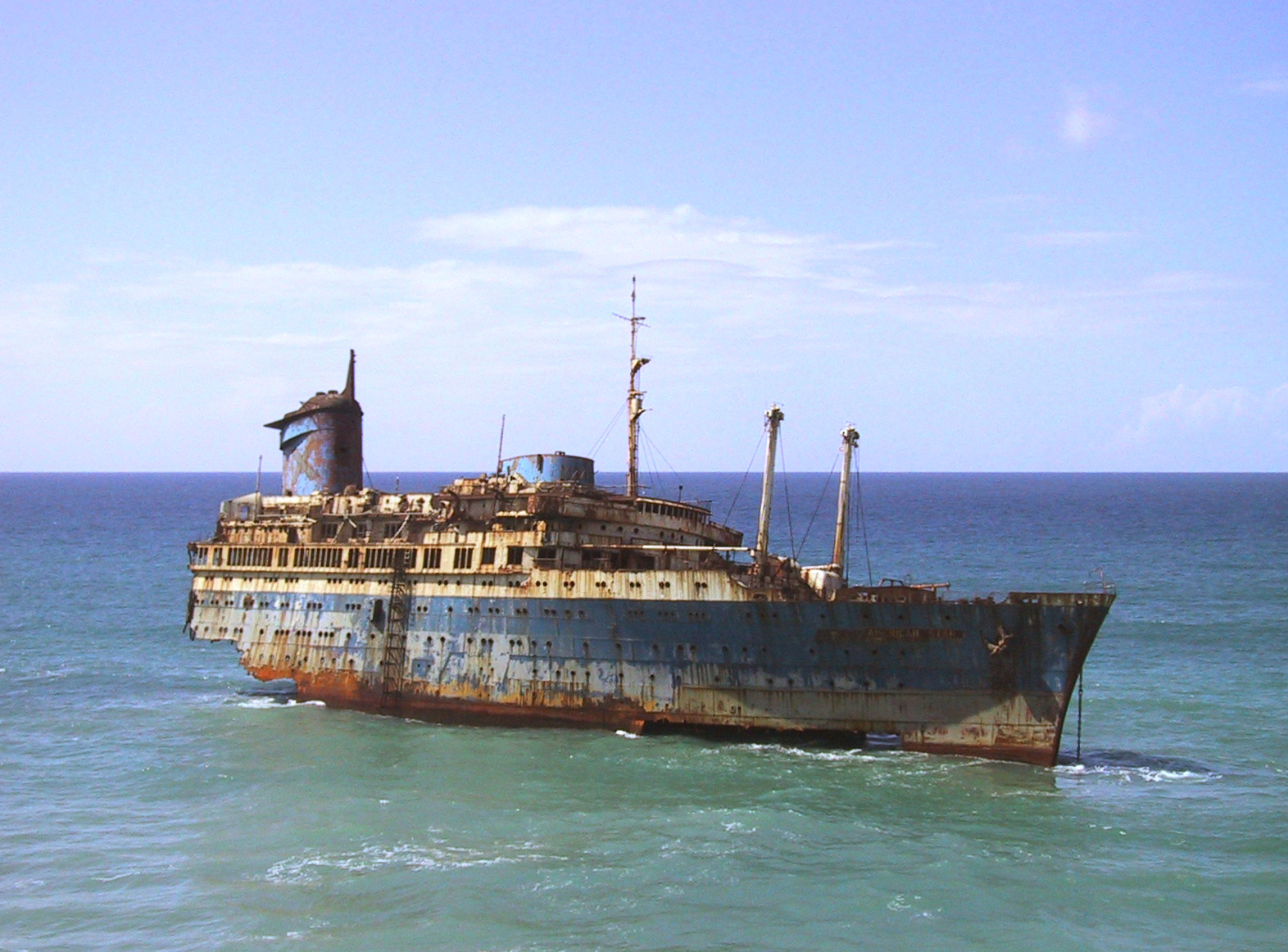
Wrack der American Star vor Fuerteventura im Jahr 2003

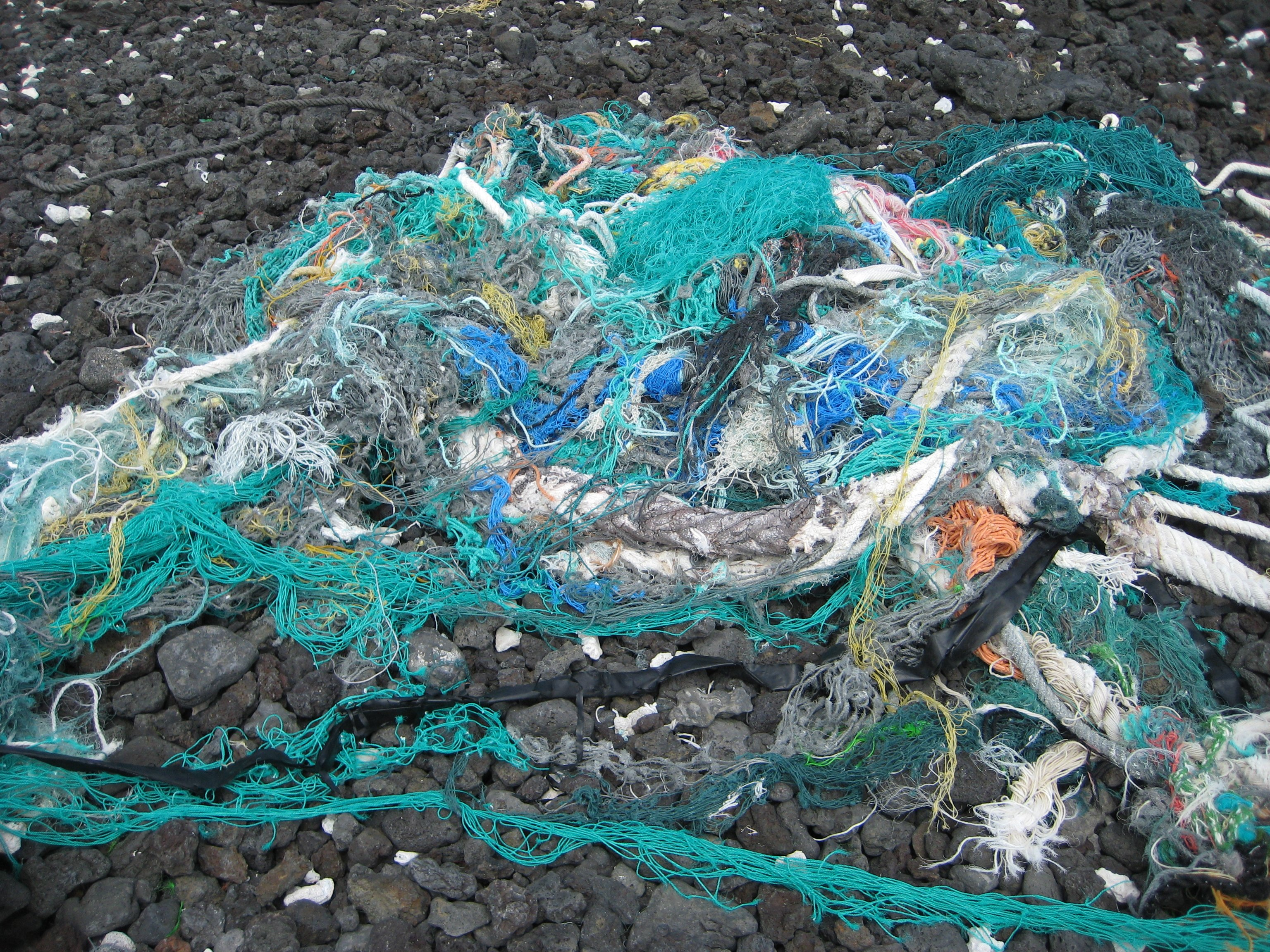
Geisternetze

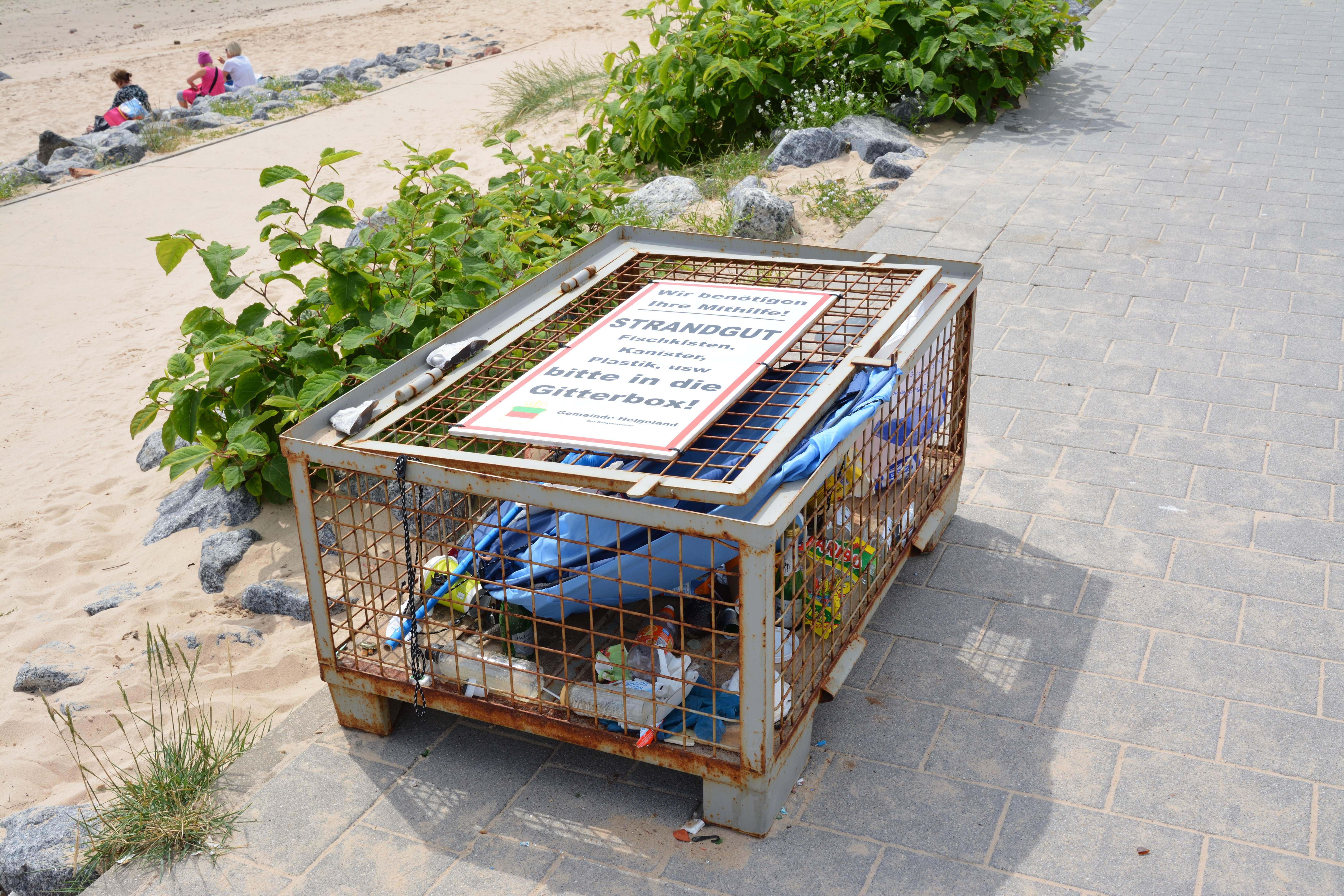
Strandgutsammelbox am Südstrand von Helgoland

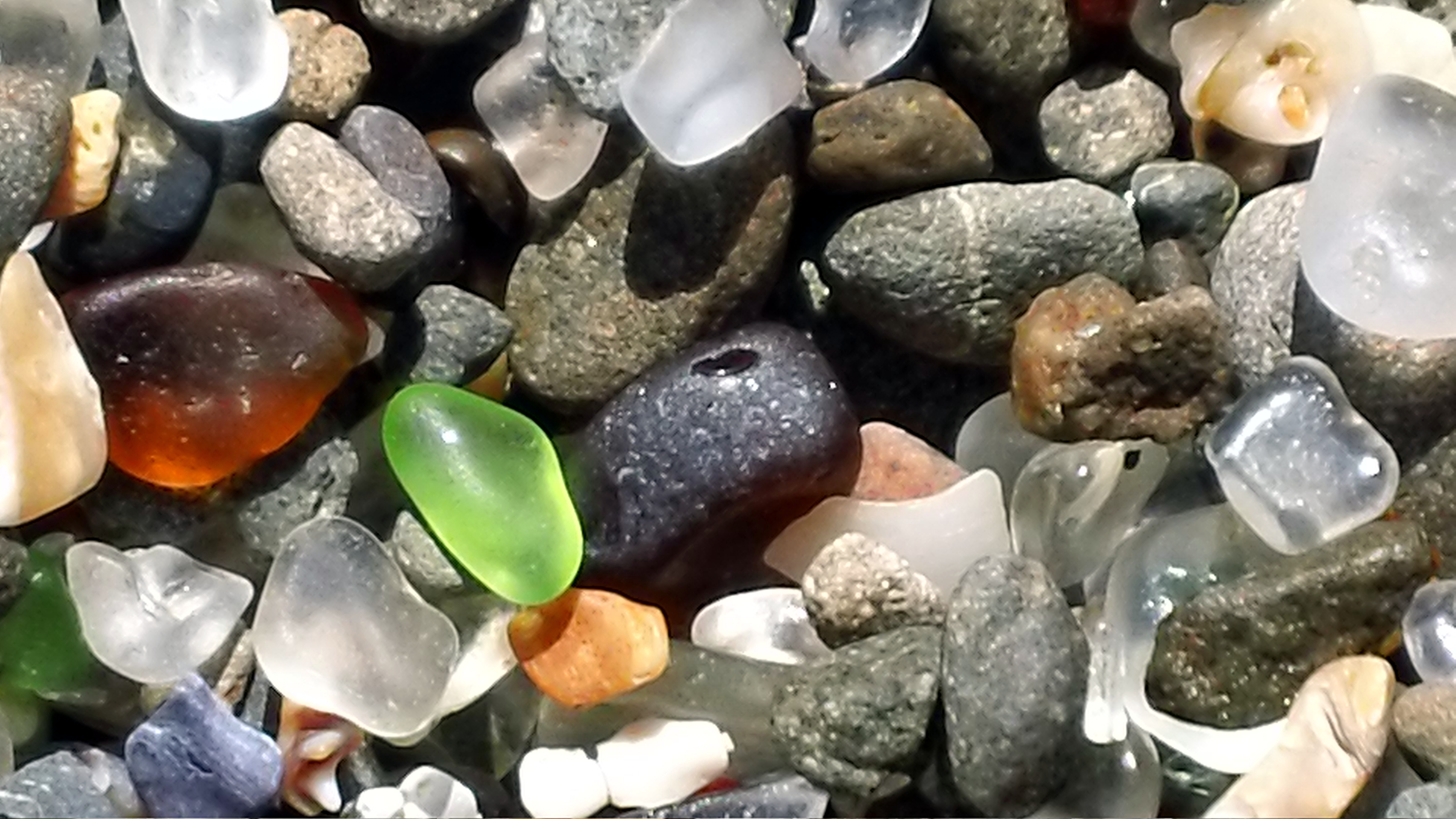
Meerglas gehört zu dem beliebteren Strandgut, da es sich für dekorative Zwecken nutzen lässt und keine Umweltgifte absondert.

Strandgut (englisch flotsam) sind sämtliche Gegenstände, die durch Meeresströmungen oder Tiden vom Meer an Küsten, Strand oder Ufer gespült werden.

Bei dem angeschwemmten Treibgut handelt es sich mittlerweile überwiegend um anthropogene Abfälle, aber auch natürliche Bestandteile pflanzlichen und tierischen Ursprungs, wie Treibholz, Häuser von Schalentieren, Tang, Seegras, Algen etc. tragen zum Spülsaum bei.

## Allgemeines
Als Gegenstände kommen alle schwimmenden, gesunkenen oder an der Küste angetriebenen Sachen in Betracht, Tiere wie bei der Walstrandung dagegen nicht. Weitere Voraussetzung ist, dass die Objekte an den Strand oder die Küste gelangen müssen; bleiben sie auf dem Meer, handelt es sich um Treibgut bzw.  Seetrift. Seetriftige Mineralöle oder flüssige Tankladungen gelten deshalb nicht als Strandgut.
Strandgut tritt ausschließlich in Uferbereichen von Küstenstaaten auf.

## Arten
Es handelt sich überwiegend um schwimmfähige Gegenstände, die von Schiffen oder abgestürzten Flugzeugen stammen können, zumeist an einem anderen Küstenabschnitt ins Meer und dann als Treibgut wieder an den Strand gelangt sind:
- Strandgut im engeren Sinn: Die nach einem Schiffsunfall, von einem in Seenot geratenen Schiff oder abgestürzten Flugzeug geborgenen Gegenstände (beispielsweise Schiffscontainer oder sonstige Schiffsladung);
- Seewurf: Gegenstände, die aus einem in Seenot geratenen Schiff über Bord geworfen werden, um das Schiff und/oder die Schiffsbesatzung und Passagiere zu retten („große Havarie“);
- Strandtrift (strandtriftiges Gut): Gegenstände, die von der See gegen den Strand getrieben und vom Strand aus geborgen wurden (wie treibende Behälter oder eine Flaschenpost);
- Wrackgut: Teile von versunkenen Schiffswracks, aber auch Weltraummüll und sonstige Gegenstände, die vom Meeresgrund aufgespült wurden.
- Geisternetze, die sich beim Einsatz verfangen haben, abgerissen sind und dann durch das Meer getrieben sind – allein in der Ostsee gehen jährlich bis zu 10.000 Netze verloren. Solange sie im Wasser treiben, stellen sie eine Gefahr für zahlreiche Tierarten dar.[2] Ein großer Teil des Plastikmülls in den Weltmeeren besteht hieraus.[3][4][5]
- Meerglas zählt zu dem nicht schwimmfähigen Strandgut (siehe hierzu auch: Glass Beach (Fort Bragg))

## Rechtslage

### Deutsches Recht
Zwischen 1875 und 1986  galt in Deutschland eine Strandungsordnung, die Strandämter vorsah, denen Strandvögte unterstellt wurden. Sie waren für die Bergung und die Annahme von Strandgut zuständig. Strandgut war alles strandtriftige Gut und Seewurf, also sämtliche Objekte, die vom Wasser gegen die Küsten getrieben und vom Lande aus geborgen werden konnten. In der DDR wurde mit der „Verordnung über die Rettung von Menschenleben und Fahrzeugen aus Seenot und die Behandlung von Strandgut“ (Strandungsordnung vom 29. August 1972) eine neue Grundlage geschaffen.
Durch Aufhebung der letztmals im Juli 1986 geänderten preußischen Strandungsordnung am 30. Juni 1990 erfolgte eine Einordnung des Strandguts in das Strandrecht, das zum Fundrecht gehört. Strandgut ist danach erst dann herrenlos, kann also vom Finder rechtmäßig angeeignet werden, wenn der bisherige Eigentümer in der Absicht, auf das Eigentum zu verzichten, den Besitz der Sache aufgegeben hat (§ 959 BGB).
Sollte der ehemalige Eigentümer den Besitz nicht aufgegeben haben, oder den Verlust wertvoller Stücke angezeigt haben, gilt Strandgut zunächst als „auf hoher See verloren“. Der Finder müsste Strandgut von Wert daher in ein Fundbüro bringen. Meldet sich der Eigentümer, so hat der Finder Anspruch auf Finderlohn (§ 971 BGB). Meldet sich der Eigentümer nicht, erwirbt der Finder nach sechs Monaten Eigentum; allerdings hat der frühere Eigentümer einen bereicherungsrechtlichen Herausgabeanspruch gegen den Finder (§ 977 BGB).

### Vereinigtes Königreich und Kanada
Strandgut, das an den Küsten des Vereinigten Königreichs oder Kanadas gefunden wurde, muss dem Receiver of Wreck gemeldet werden.